# Teatro Municipal de Valencia (Venezuela)
El Teatro Municipal de Valencia es un teatro situado en la Calle Colombia (en el cruce con la avenida Carabobo, al lado de la Facultad de Derecho de la Universidad de Carabobo) de la ciudad venezolana de Valencia, ciudad capital del estado Carabobo. Su construcción se inició en 1879 por órdenes del Presidente de Venezuela, Antonio Guzmán Blanco y el gobernador del estado Carabobo, Don Hermógenes López. Fue inaugurado en octubre de 1894. 

## Descripción general
El Teatro Municipal de Valencia posee un aforo de 647 butacas en total: 378 en Patio; 118 en el Primer Balcón y 151 en el Segundo Balcón. Su escenario posee las siguientes dimensiones: 11 metros de ancho de Boca; 7 metros Alto Aforado y 12 metros de Fondo.
El plafón del teatro está decorado con una magnífica obra del pintor Antonio Herrera Toro, representando a un selecto grupo de celebridades del mundo de la música y de las letras. Constituye una réplica del teatro de la Ópera Garnier, realizada por el arquitecto Antonio Malaussena.
Fue declarado Monumento Histórico Nacional desde el 2 de diciembre de 1964 debido a  "su gran valor arquitectónico, realzado por el valor artístico de las pinturas del grande artista Antonio Herrera Toro".
Hoy es considerado una de las más importantes edificaciones de su tipo en Venezuela, la cual se encuentra bajo el resguardo del Instituto Público Fundación Teatro Municipal de Valencia, bajo la administración de la Alcaldía de Valencia.

## Primeros años de construcción
- 1879: el general Antonio Guzmán Blanco decreta el 7 de mayo la construcción del teatro en el terreno del antiguo Convento de San Buenaventura, con la intención de inaugurarlo bajo las festividades del centenario del Libertador. Guzmán Blanco ordena que la fachada de a la Calle Colombia y que el Ing. Navas Spínola se encargue de la realización de los planos. La muerte de Navas Spínola retardó el proyecto que fue otorgado posteriormente al Arq. Antonio Malaussena.
- 1887: 31 de octubre. El General Hermógenes López aprueba los planos de Malaussena y decreta, de nuevo, la construcción del Teatro de Valencia. Le asigna Bs. 500.000,00 (Quinientos mil Bolívares). Se inician las obras a cargo del Ingeniero Nuñez de Cáceres. El diseño entre neoclásico y neobarroco, fue inspirado en el esquema del Teatro de la Opera de París, de Charles Garnier, inaugurado unos trece años antes.
- 1889: 2 de julio. Bajo el gobierno de Juan Pablo Rojas Paúl, enviaron a Malaussena a los Estados Unidos e Inglaterra a comprar la herrería, tanto estructural como ornamental. Los elementos decorativos de las fachadas fueron hechos por Juan Font, artesano y escultor de origen catalán residenciado en Valencia. El alumbrado incandescente se contrató con el Sr. Carlos Palacios.

- En su estructura se utilizan muros de ladrillos y manipostería, pero la parte central, con la cúpula de 18 m de diámetro, está realizada en perfiles de hierro y columnas del mismo material que la sostienen, junto con la galería; igualmente de hierro son las escaleras y barandas ornamentales.

- 1891-1892: Antonio Herrera Toro pinta el plafón del teatro. Para la realización del decorado del plafond, estructura radial ubicada por encima de la sala principal, con forma de cúpula achatada de 16 metros de diámetro, Herrera Toro divide el círculo en tres áreas. 
  - En la primera, del centro hacia afuera, aparecen medallones con retratos de los cuatro famosos dramaturgos del siglo XVII: Shakespeare, Calderón, Molière, Goethe; y los cuatro músicos célebres del siglo XVIII: Rossini, Beethoven, Meyerbeer y Auber.
  - En la siguiente franja circular se representa de forma alegórica la personificación de la Pintura, la Comedia, la Tragedia, la Danza, la Poesía y la Música, unidas entre ellas por guirnaldas de frutas y flores. El uso de la alegoría era un tema frecuente a finales del siglo XIX, el cual venía de la tradición grecorromana, en personificar ideas abstractas por medio de la representación de figuras humanas.
  - Finalmente en la franja externa culmina con una serie de arcos ojivales en cuyos centros destacan nombres de figuras emblemáticas como: Byron, Lope de Vega, Bellini, Bello, Dumas, Breton, Gluck, Moratín, Goldoni, Larra y Donizetti.
  - Como dato curioso, aparece la sombra del autorretrato de Antonio Herrera Toro dentro de los semicírculos por donde se asoman amorcillos, cestas de flores y frutas y en uno de los extremos cercano al escenario. El hermoso Plafond del Teatro Municipal de Valencia es una de las más importantes obras decorativas existentes en Venezuela.
- 1892: Durante el gobierno de Raimundo Andueza Palacios se concluye el Teatro y se le dota de mobiliario. Estalla la Revolución Legalista y las tropas que invaden a Valencia ocupan el Teatro y lo usan como cuartel. Sufre un fuerte deterioro y la postergación de su inauguración.
- 1894: Se inicia la reparación de los desperfectos. El General Joaquín Crespo lo dona a la ciudad de Valencia a través de su municipalidad. Desde entonces es llamado Teatro Municipal de Valencia.

## SigloXX
- 1949: Durante la Gobernación de Ruiz Miranda el Teatro es sometido a la primera intervención de envergadura debido a su mal estado y falta de mantenimiento. Se realizaron trabajos de cambio de entablados en pisos y de techos, siendo algunos sustituidos por asbesto. Fueron construidos 12 nuevos camerinos y baños, se intervinieron las fachadas y se tapiaron algunas puertas y los rosetones de las fachadas laterales. Se hizo redecoración y se sustituyeron las butacas por unas traídas de España. Se cambió la araña principal por la que existe actualmente. Se dotó del sistema contra incendio. Los trabajos alcanzaron la suma de Bs. 800.000,00 (Ochocientos Mil Bolívares) y fue reinaugurado el 22 de abril de 1950.
- 1966: La Municipalidad de Valencia realiza reparaciones generales de impermeabilización y bajantes, reparación de cielos rasos, baños, camerinos y fue instalado un nuevo sistema eléctrico. La suma invertida fue de Bs. 300.000,00 (Trescientos Mil Bolívares). El 24 de febrero vuelve a abrir sus puertas.
- 1971: En oportunidad de celebrarse el Sesquicentenario de la Batalla de Carabobo, el Teatro es sometido a reparaciones de tipo decorativo, como retapizado de las butacas, nuevas cortinas, telones, alfombras, pintura general y, lo más importante, es dotado de aire acondicionado, trabajos realizados por la Municipalidad que reinaugura el Teatro el 9 de julio de 1971.
- 1979-1987: Iniciada como una reparación menor para tapar unas goteras se realiza la más traumática y desafortunada intervención que ha sufrido el Teatro. Patrocinada por el Ministerio de Obras Públicas (MOP) y el Ministerio de Desarrollo Urbano (Mindur), proyecto de la Arq. Carmen Reyes y a cargo de la obra los Sres. Seijo y Martín Porres. El criterio sugerido fue el de modernizar el Teatro y aumentar su aforo, para ello se demolió casi todo: techos, estructuras, escaleras, entrepisos, pisos y algunas paredes portantes. Fueron construidas nuevas estructuras y nuevos techos, así como nuevos espacios, pero el teatro quedó definitivamente alterado en sus relaciones funcionales y formales. La edificación permaneció cerrada y en obras durante ocho años y la intervención costó más de 20 millones de Bolívares.
- 1994-1995: En el mes de mayo comienza la intervención realizada por la Alcaldía de Valencia y la Gobernación del Estado Carabobo, proyectada por el grupo Atiénzar Arquitectura e Ingeniería, fue reconstruido el espacio de la sala de espectadores: niveles, lunetas y pasillos, según proyecto original de Malaussena y utilizando materiales y técnicas originales, así como las fachadas. La obra duró 10 meses, a un costo de 60 millones de Bolívares, siendo reinaugurado el Teatro Municipal de Valencia el 24 de marzo de 1995.